# Harrison Dillard
William Harrison „Bones“ Dillard (* 8. Juli 1923 in Cleveland, Ohio; † 15. November 2019 ebenda) war ein US-amerikanischer Leichtathlet. Bis heute ist er der einzige Sportler, der sowohl im Sprint als auch im Hürdenlauf Olympiasieger werden konnte.

## Karriere
Dillard diente während des Zweiten Weltkriegs bei der US Army. Nach Kriegsende kehrte er an das College zurück und nahm dort wieder das Leichtathletiktraining auf. Sein großes Vorbild war der vierfache Olympiasieger Jesse Owens, der wie Dillard aus Cleveland stammte. Ende der 1940er Jahre war Dillard einer der besten Hürdenläufer der Welt. Bei den US-amerikanischen Ausscheidungskämpfen für die Olympischen Spiele 1948, den so genannten Trials, scheiterte er jedoch im 110-Meter-Hürdenlauf. Lediglich im 100-Meter-Lauf gelang es Dillard, sich als Dritter zu qualifizieren.
Bei den Olympischen Spielen in London erreichte Dillard das Finale über 100 Meter. Dort lieferte er sich mit seinem Landsmann Barney Ewell ein Totes Rennen. Erst die Auswertung des Zielfotos zeigte Dillard als Sieger. Seine Zeit von 10,3 s bedeutete die Einstellung des olympischen Rekordes. Dillard trat auch in der 4-mal-100-Meter-Staffel an. Zusammen mit seinen Teamkollegen Ewell, Lorenzo Wright und Mel Patton sicherte sich Dillard vor der britischen Stafette seine zweite Goldmedaille.
Vier Jahre später konnte sich Dillard in seiner Spezialdisziplin für die Olympischen Spiele 1952 in Helsinki qualifizieren. In einem knappen Rennen wurde Dillard vor seinem Landsmann Jack Davis Olympiasieger über 110 Meter Hürden. Mit der US-amerikanischen Mannschaft gewann er in der 4-mal-100-Meter-Staffel seine vierte Goldmedaille bei Olympischen Spielen.
Dillard nahm an den 110 Meter Hürden der Makkabiade 1953 teil und gewann die Goldmedaille.
Dillard versuchte 1956, sich ein drittes Mal für Olympische Spiele zu qualifizieren, scheiterte aber.
Dillard arbeitete nach seiner Leichtathletikkarriere für das Baseball-Franchise der Cleveland Indians im Bereich Scouting und Öffentlichkeitsarbeit und moderierte eine Radio-Talkshow auf Clevelands WERE. Er arbeitete auch viele Jahre für den Cleveland City School District als dessen Business Manager.
Harrison Dillard starb im Alter von 96 Jahren in seiner Heimatstadt in der Cleveland Clinic an Magenkrebs.

## Auszeichnungen
2013: Aufnahme in die IAAF Hall of Fame